# Landau in der Pfalz
Ne doit pas être confondu avec Landau an der Isar.
Pour les articles homonymes, voir Landau.
Landau in der Pfalz (littéralement « Landau en Palatinat ») est une ville allemande ayant le statut de ville-arrondissement (en allemand, kreisfreie Stadt). Située au sud du land de Rhénanie-Palatinat à environ 20 km de la frontière avec la France, elle est le chef-lieu de l'arrondissement de la Route-du-Vin-du-Sud. Elle est la troisième ville de Rhénanie-Palatinat par sa superficie, avec 82,94 km², derrière Kaiserslautern et Neustadt an der Weinstraße, et cinquième par sa population. Elle est jumelée avec les villes de Haguenau et Ribeauvillé, en Alsace.

## Géographie

### Situation et division administrative
La ville de Landau comprend huit quartiers : Arzheim, Dammheim, Godramstein, Mörlheim, Mörzheim, Nußdorf, Queichheim et Wollmesheim. Queichheim et Mörlheim ont rejoint Landau en 1937. Les autres quartiers sont ajoutés dans le cadre de la réforme administrative du Land de Rhénanie-Palatinat en 1972 pour former la ville-arrondissement de Landau. Queichheim et le centre-ville sont les deux quartiers qui ont connu la plus forte croissance démographique depuis les quatre dernières décennies. Les plus grands aménagements urbains ont concerné le Horst à l'est et la Wollmesheimer Höhe à l'ouest. Actuellement le développement se poursuit vers le sud de la ville avec  le nouveau parc des expositions près de la place Alfred-Nobel et le Quartier Vauban.
L'est de la ville s'étend dans la plaine du Rhin supérieur, l'ouest, dont le centre-ville, sur le piémont que traverse la route des vins. À cela s'ajoutent les forêts palatines ou Pfälzerwaldes, dont la forêt de Taubensuhl/Fassendeich dans l'exclave territoriale de l'Oberhaingeraide d'une superficie de 2248,58 hectares.
| Quartier          | Nº | Numéro communal | Superficie ha | Population 31/12/2011 | Densité de population |
| Landau            | 1x | 075551          | 1.181,25      | 30.947                | 2.619,9               |
| Queichheim        | 21 | 075554          | 581,16        | 3.430                 | 590,2                 |
| Mörlheim          | 22 | 075553          | 644,76        | 963                   | 149,4                 |
| Arzheim           | 33 | 075560          | 606,15        | 1.391                 | 229,5                 |
| Dammheim          | 34 | 075555          | 322,13        | 997                   | 309,5                 |
| Godramstein       | 35 | 075558          | 687,57        | 2.720                 | 395,6                 |
| Mörzheim          | 36 | 075562          | 652,22        | 1.140                 | 174,8                 |
| Nußdorf           | 37 | 075556          | 702,44        | 1.469                 | 209,1                 |
| Wollmesheim1)     | 38 | 075561          | 469,13        | 753                   | 160,5                 |
| Oberhaingeraide2) | -- | 075552          | 2.448,58      | 0                     | 0,0                   |
| Landau            |    |                 | 8.295,32      | 43.810                | ...                   |

1) dont 79 hectares de l'exclave de la Wollmesheimer Wald

2) forêt communale, exclave de Taubensuhl/Fassendeich

### Climat
Le climat est de type semi-continental sous abri. Les précipitations annuelles sont en moyenne de 667 millimètres.

## Histoire
| Appartenances historiques Principauté épiscopale de Spire 1106-1291 Saint-Empire (Ville impériale de Landau) 1291-1324 Principauté épiscopale de Spire 1291-1680 Royaume de France (Province d'Alsace) 1680-1792 République française (Bas-Rhin) 1792-1804 Empire français (Bas-Rhin) 1804-1815 Empire d'Autriche 1815-1816 Royaume de Bavière 1816-1918 République de Weimar 1918-1933 Reich allemand 1933-1945 Allemagne occupée 1945-1949 Allemagne de l'Ouest 1949-1990 Allemagne 1990-présent |

### Dans le Saint-Empire
Landau est fondée en 1260 par le comte Emich IV de Linange-Landeck. Celui-ci abandonne son fort dans la plaine pour construire un bourg fortifié sur le piémont du Palatinat. En 1274, Landau obtient du roi Rudolphe Ier de Habsbourg le statut de ville et les droits afférents. Puis, en 1291, le roi accorde à Landau le statut de ville d'Empire. En 1324, la ville est donnée en gage à l'évêque de Spire, Emich de Linange.
Ce n'est qu'en 1511 que Landau est restituée au roi Maximilien Ier, qui la rachète à l’évêque de Spire et la place sous la protection de la Prévôté de Haguenau en 1511. En 1521 la ville intègre la Décapole, ligue de dix villes libres d'Alsace fondée en 1354, peu après que Mulhouse l'a quittée en 1515 pour s'allier aux cantons suisses.
Landau devient française aux traités de Westphalie (1648) et est fortifiée par Vauban, qui crée ainsi la forteresse de Landau (1688-1691).

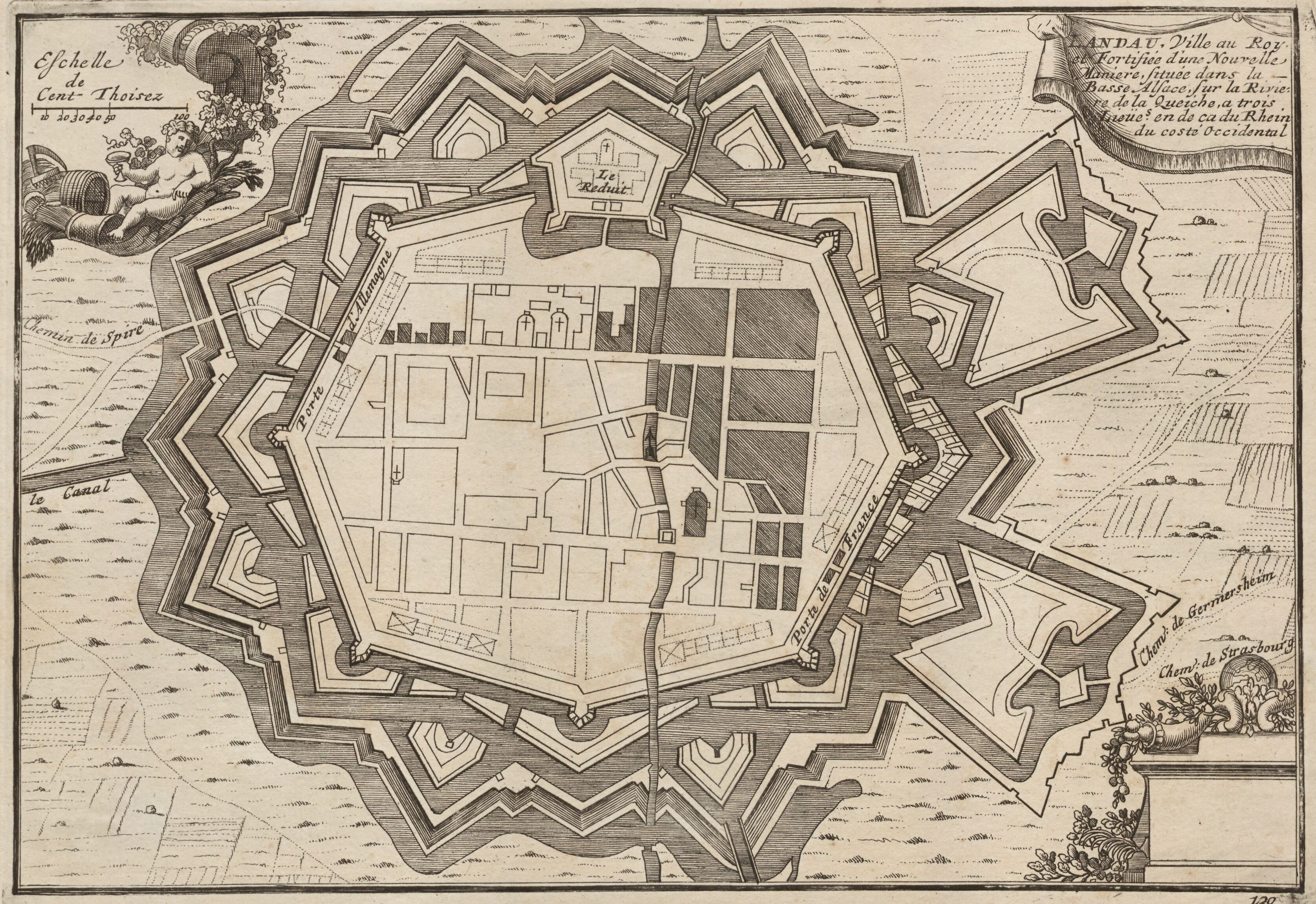
Forteresse de Landau 1695

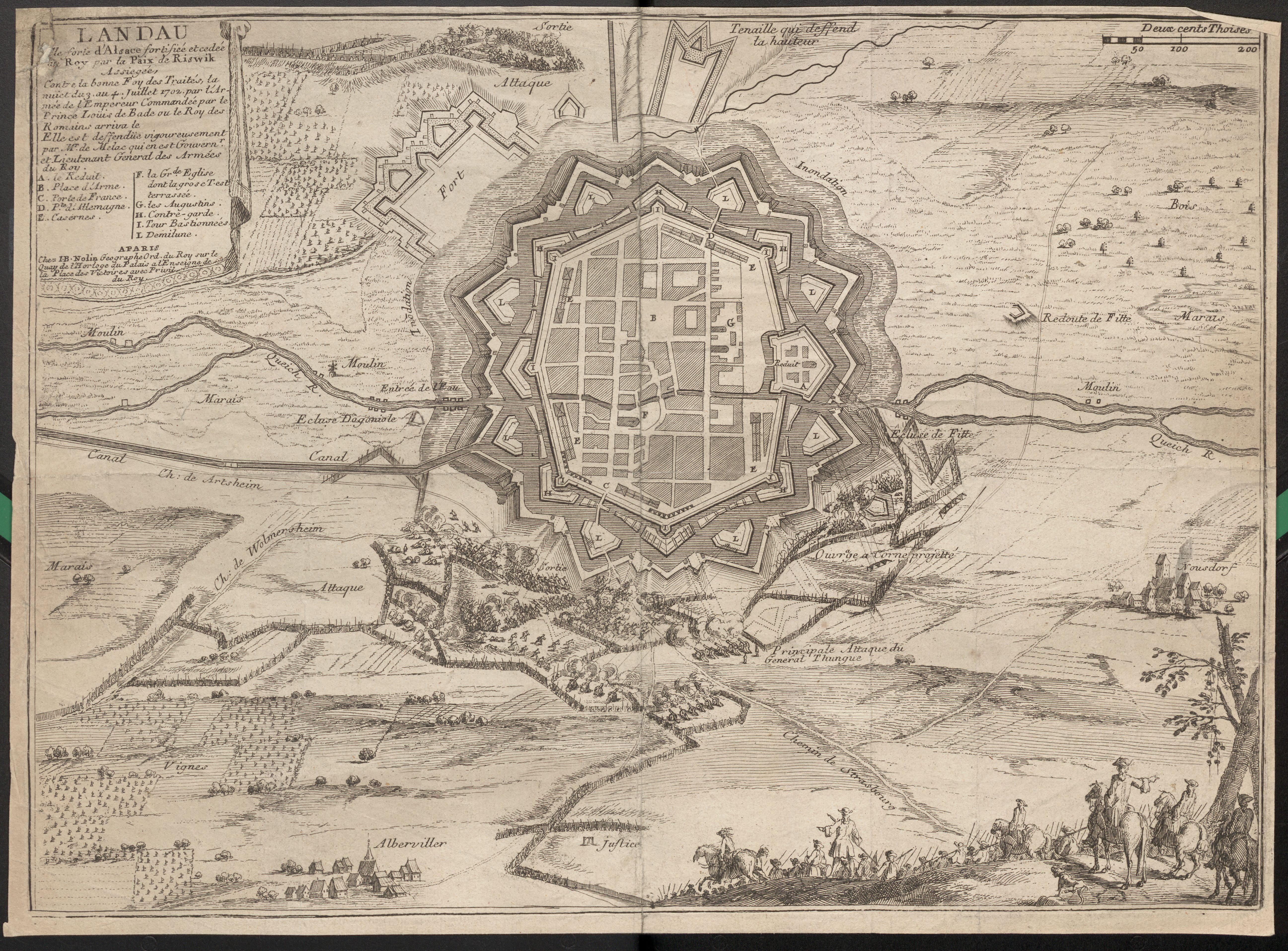
Siège de Landau 1702

### Période française
La ville, comme tant d´autres en Palatinat, fut détruite par le comte de Mélac, le « criminel incendiaire francais » ("der französische Mordbrenner Melac"), laissant place nette pour la mise en place de la fortification dessinée par Vauban : une enceinte autour de la ville et un fort annexe.
Le chevalier Yriex Masgonthier de Laubanie, lieutenant-général des armées du roi, est mentionné dans les Mémoires de Saint-Simon pour s’être illustré au siège de Landau en 1704, où il était enfermé avec quelques milliers d’hommes par les armées coalisées d’Angleterre, d’Allemagne et de Hollande commandées par Marlborough, le Prince Eugène et le roi de Germanie. Il perdit la vue au cours de ce siège. « Le roi lui donna 36 000 livres de pension et sa grand-croix de Saint-Louis de 6 000 livres. C’était un excellent officier et un très-galant homme d’ailleurs, aveuglé dans Landau, et qui avait très-bien servi toute sa vie ». Il capitula le 24 novembre 1704, mais obtint les honneurs de la guerre pour les 1 500 hommes qui lui restaient.
En 1789, elle compte environ 5 000 habitants et devient quelque temps après chef-lieu de canton. Elle est assiégée par les Austro-Prussiens en novembre et décembre 1793 avant d’être débloquée par une offensive de Hoche et de Pichegru.

### Période bavaroise et rattachement à l'Allemagne
Restée française en 1814, elle est perdue après les Cent-Jours lors du deuxième traité de Paris du 20 novembre 1815 : elle est cédée à l'Autriche qui, le 1er mai 1816, la cède au royaume de Bavière comprenant le Palatinat rhénan. En tout, la ville est restée 167 ans française, de 1648 à 1815. 
En 1918, de nombreux parlementaires français, ainsi que des nationalistes comme Paul Déroulède, demandèrent le rattachement de Landau à l'Alsace-Lorraine rendue à la France. Un référendum fut évoqué, mais la SDN (Société des Nations) refusa d'intégrer cette ville et sa région à l'Alsace-Lorraine restituée à la France, la SDN se basant sur l'annexion de 1870-1871 par l'Allemagne. Le 1er avril 1937, les communautés précédemment indépendantes de Mörlheim et Queichheim ont été constituées.
Au cours de la Seconde Guerre mondiale, Landau a été ciblé 35 fois par des raids aériens alliés, en particulier américains. Le plus lourd a eu lieu le « Vendredi noir », le 16 mars 1945. Au total, 1 045 tonnes de bombes ont été lancées sur Landau, 40 % de la ville, y compris la quasi-totalité des monuments de l'époque française, a été détruite et 586 personnes ont été victimes de la guerre aérienne.
Après les Première et Seconde Guerres mondiales, Landau est redevenue une ville de garnison française.
D'une part, dans le cadre de l'occupation de la Rhénanie jusqu'en 1930, elle fait partie de la zone d'occupation française en Allemagne, puis, d'autre part, après la Seconde Guerre mondiale, dans le cadre de la zone d'occupation française à partir de 1945, Landau est dans la zone d'occupation française en Allemagne puis fait partie de la présence militaire française en Allemagne.
Après que la République fédérale d'Allemagne est devenue souveraine lors de l'entrée en vigueur des accords de Paris le 5 mai 1955, le casernement militaire est réglementé par le statut des troupes de l'OTAN (Organisation du traité de l'Atlantique nord).
Landau abritera notamment les 7e et 8e régiments d'infanterie, le 2e régiment d'artillerie, ainsi que le 5e RCS, le 44e régiment de transmissions et le 13e RTA.
À partir de 1991, la ville-arrondissement est impliquée dans la coopération transfrontalière, en adhérant à l'eurodistrict Pamina.

## Personnalités liées à Landau in der Pfalz
- Michel Bréal (1832-1915), linguiste français.
- Jacques-Louis Copia (1764-1799), graveur et illustrateur français, né à Landau.
- Georges-Frédéric Dentzel (1755-1828), pasteur luthérien (aumônier d'un régiment du corps expéditionnaire de Rochambeau pendant la guerre d'indépendance américaine, puis premier pasteur et président du consistoire de Landau à partir de 1784), marié à Landau avec la fille du bourgmestre de cette ville, homme politique français (député du Bas-Rhin à la Convention nationale puis membre du Conseil des Anciens) et officier de l'armée française (maréchal de camp), titré baron par Napoléon Ier ; organisateur de la défense de Landau en 1793.
- Emmanuel-Michel-Bertrand-Gaspard Neuhaus dit Maisonneuve, (1757-1834), général des armées de la République française et de l'Empire, né à Landau, mort à Nancy.
- Ignace-Laurent-Stanislas d'Oullenbourg (1766-1833), général des armées de la République française et de l'Empire, né à Landau, mort à Nancy.
- Ludwig Maria Hugo (1871-1935), théologien catholique, évêque de Mayence, né à Arzheim (un quartier de Landau).
- Yriex Masgonthier de Laubanie, officier commandant les troupes françaises assiégées dans Landau en 1704.
- Joseph de Montclar, lieutenant-général de Louis XIV, mort et inhumé à Landau.
- Éric de Moulins-Beaufort, évêque auxiliaire (catholique) de Paris puis archevêque de Reims et président de la Conférence des évêques de France, né à Landau en 1962.
- Friedrich Wetter, cardinal, archevêque émérite de Munich, né à Landau en 1928.
- Martine Ferrière (1926-2012), de son vrai nom Claude-Martine Jacquin, actrice française, née le 2 septembre 1926 à Landau.

## Galerie

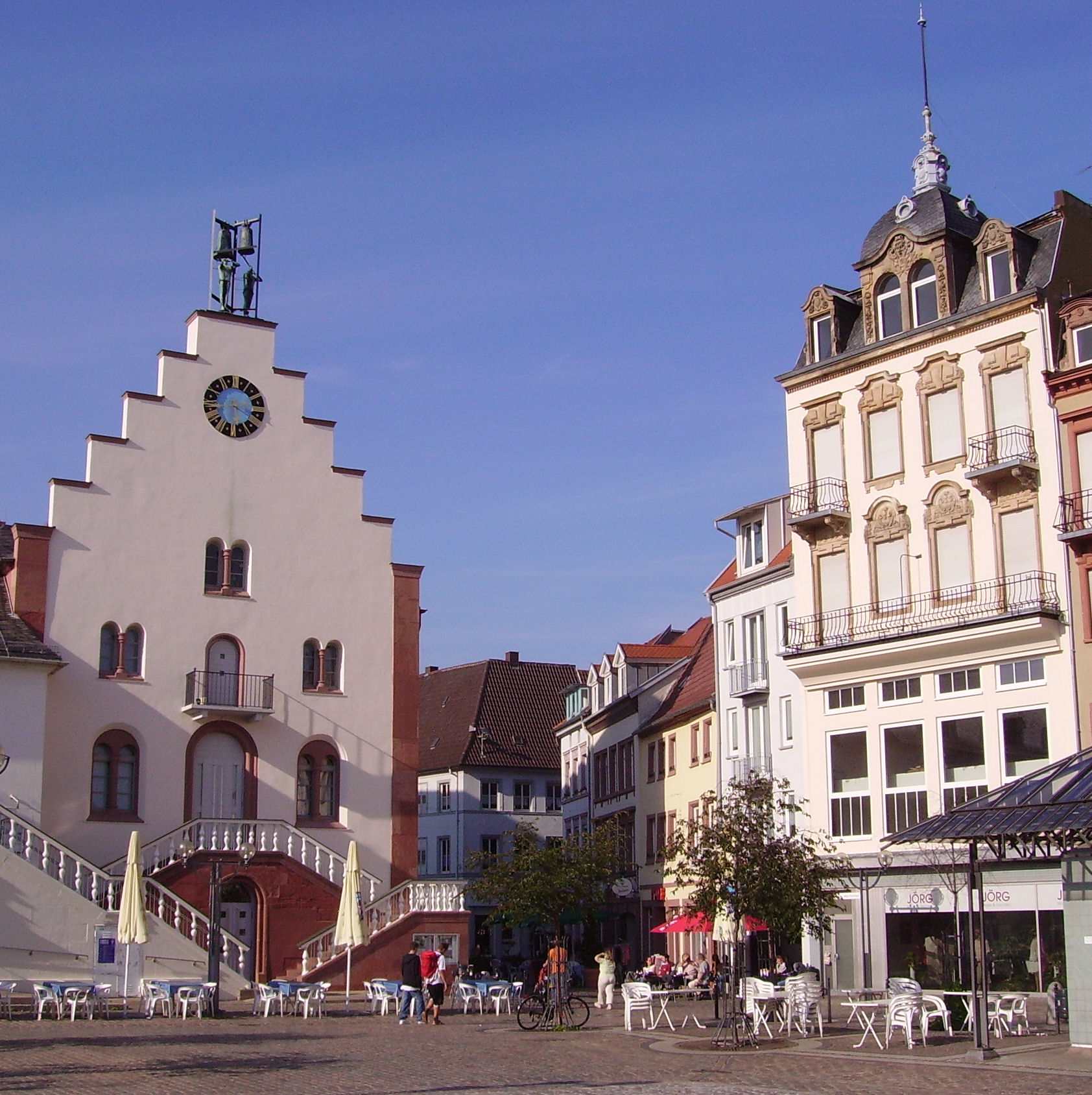
Place principale
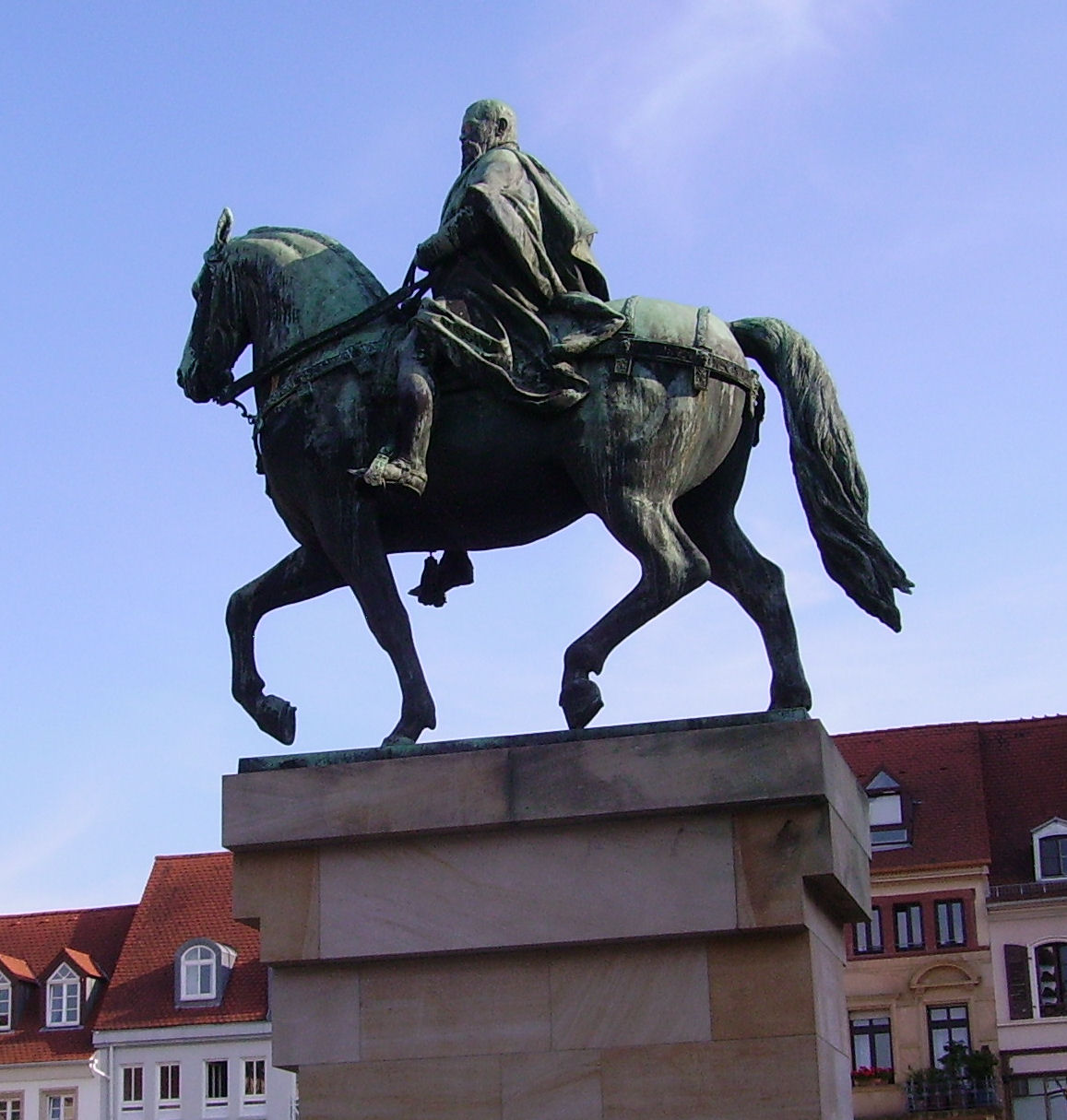
Régent Luitpold
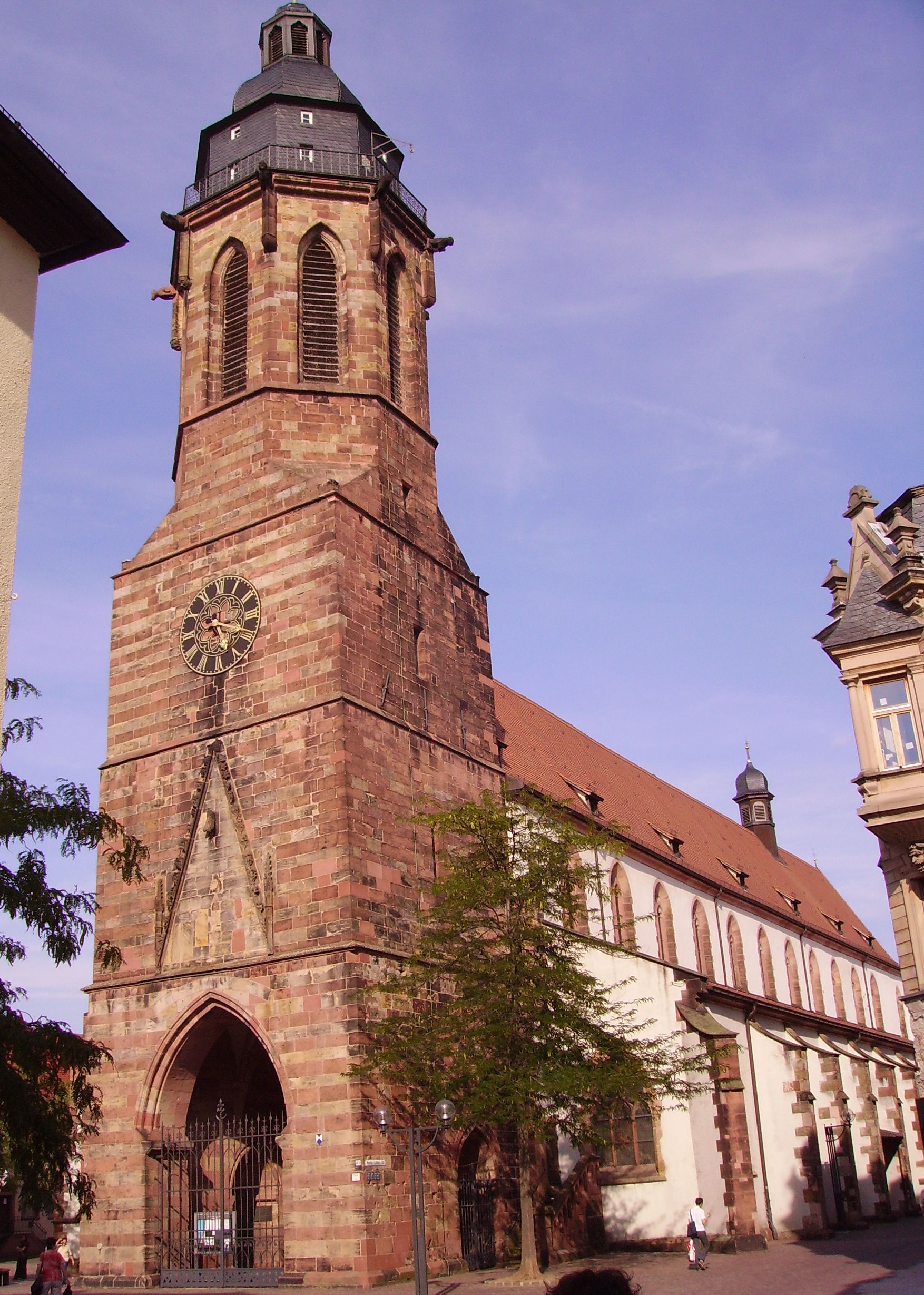
ancienne Stiftskirche protestante
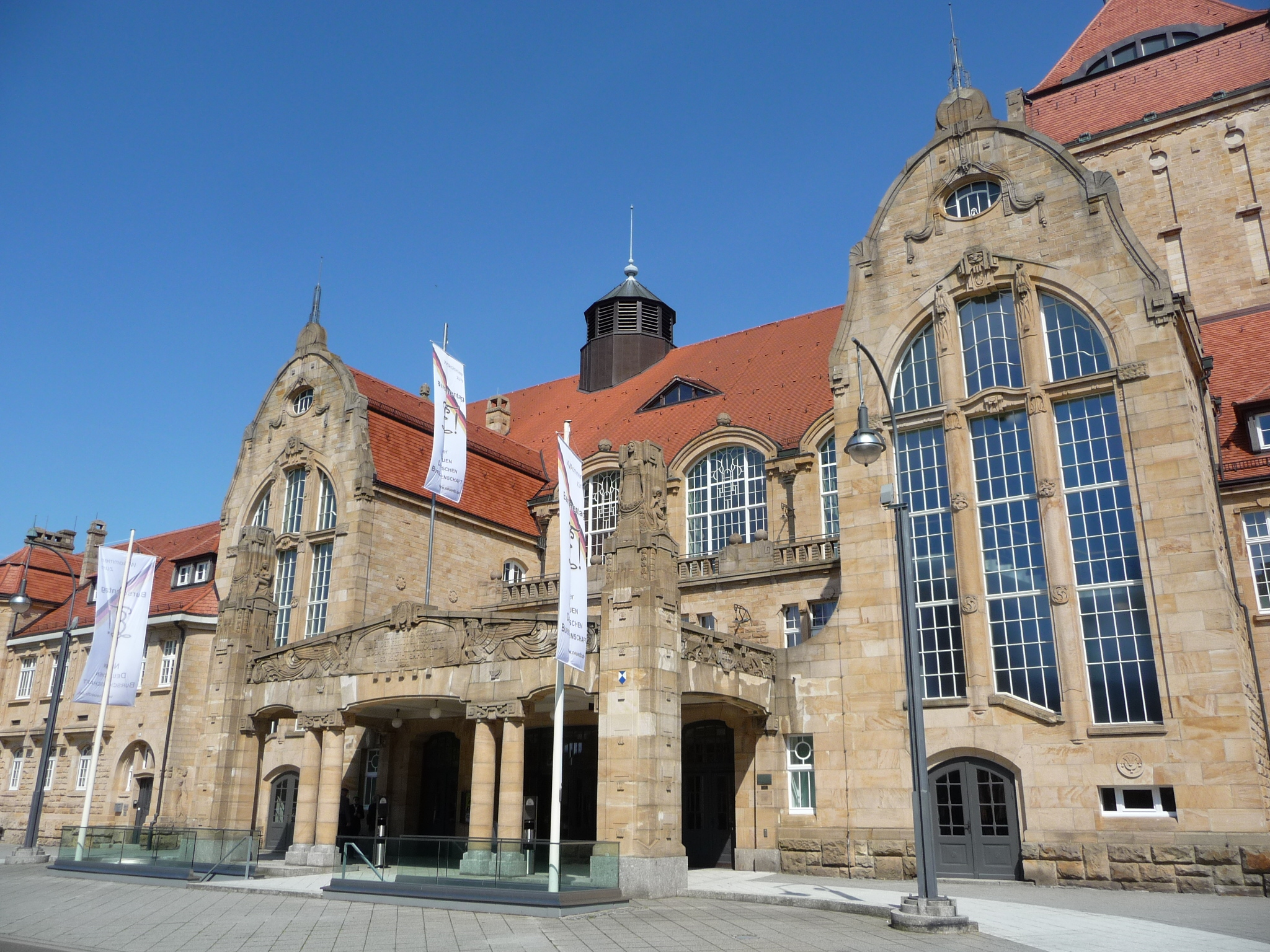
Festhalle, joyau de l'Art nouveau
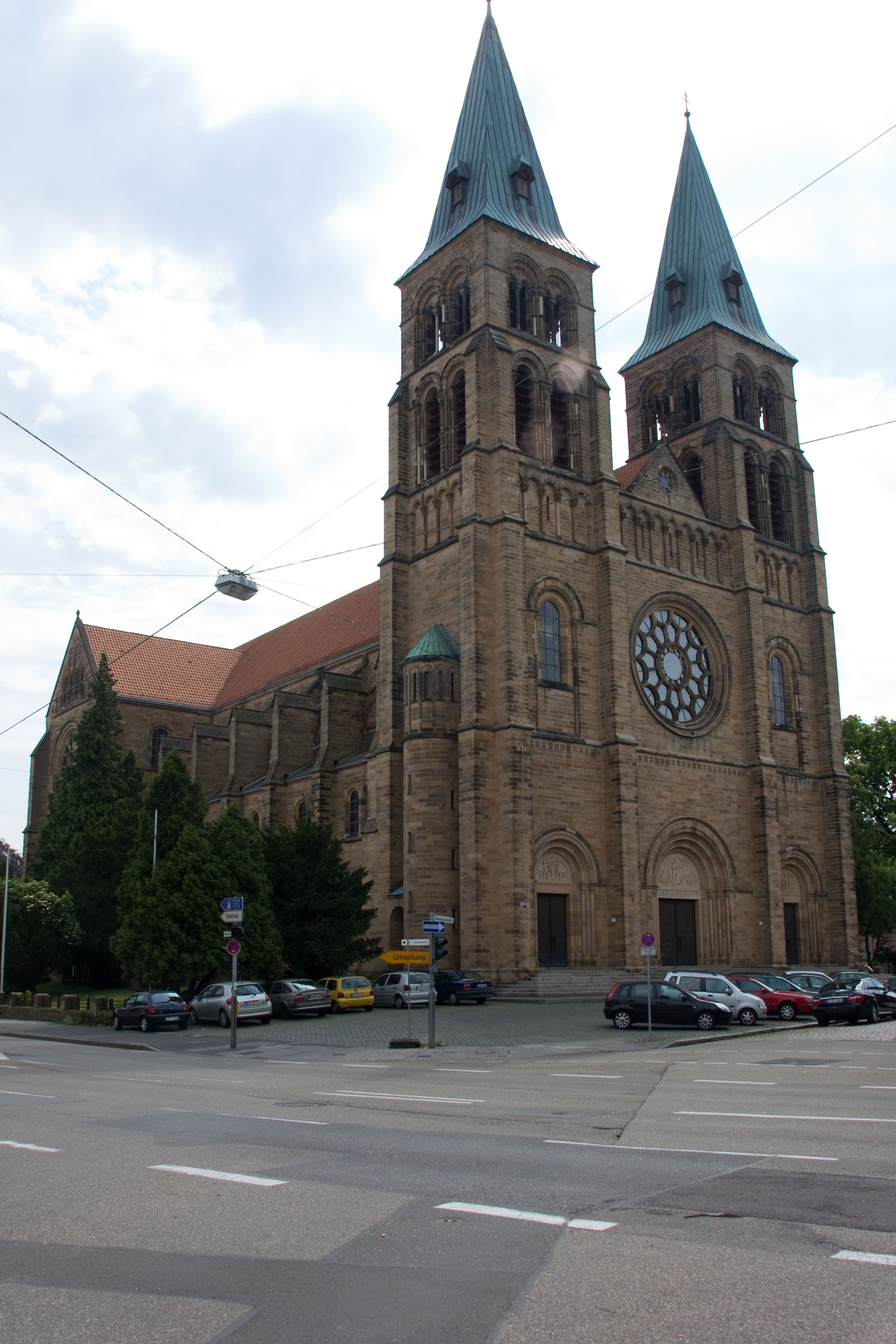
Marienkirche catholique